# Hvorfor pynter Kvinden sig?
Hvorfor pynter Kvinden sig? er en amerikansk stumfilm fra 1920 af Erich von Stroheim.

## Medvirkende
- Sam de Grasse som Warren Goodright
- Mae Busch som La Belle Odera
- Maude George som Renee Malot
- Leo White som Amadeus Malot
- Jack Mathis som De Trouvere
- Al Edmundson som Alphonse Marior
- Una Trevelyn som Grace Goodright
- Clyde Fillmore som Rex Strong
- Ruth King som Yvonne Strong
- Edward Reinach